# Брі (сир)
Брі (фр. brie) — французький м'який сир, з пікантним смаком, покритий скоринкою зі світлої цвілі, завжди невеликого розміру. Батьківщиною цього сиру є однойменна історична провінція Франції, межі якої приблизно збігаються з кордонами сучасного департаменту Сена і Марна в регіоні Іль-де-Франс неподалік від Парижа.

## Класифікація
Зазвичай розрізняють три види брі, що мають назви невеликих містечок, розташованих на схід від Парижа:
- Брі де Мо (фр. Brie de Meaux).
- Брі де Мелен (фр. Brie de Melun).
- Брі де Кулом (фр. Brie de Coulomiers).

Останній сир дедалі частіше називають просто Кулом'є, визнаючи за ним право бути окремим сортом. Нині брі виготовляється в багатьох країнах світу, лише два види оригінального брі — Brie de Meaux та Brie de Melun — захищені з 1980 року сертифікатом про походження. У самій Франції розрізняють до 13 підвидів цього сиру. Оскільки сертифікатом захищені тільки два різновиди, то сир брі виробляють також в інших країнах, не тільки у Франції. В Україні із кінця 2010-х років налагоджено виробництво сиру брі.

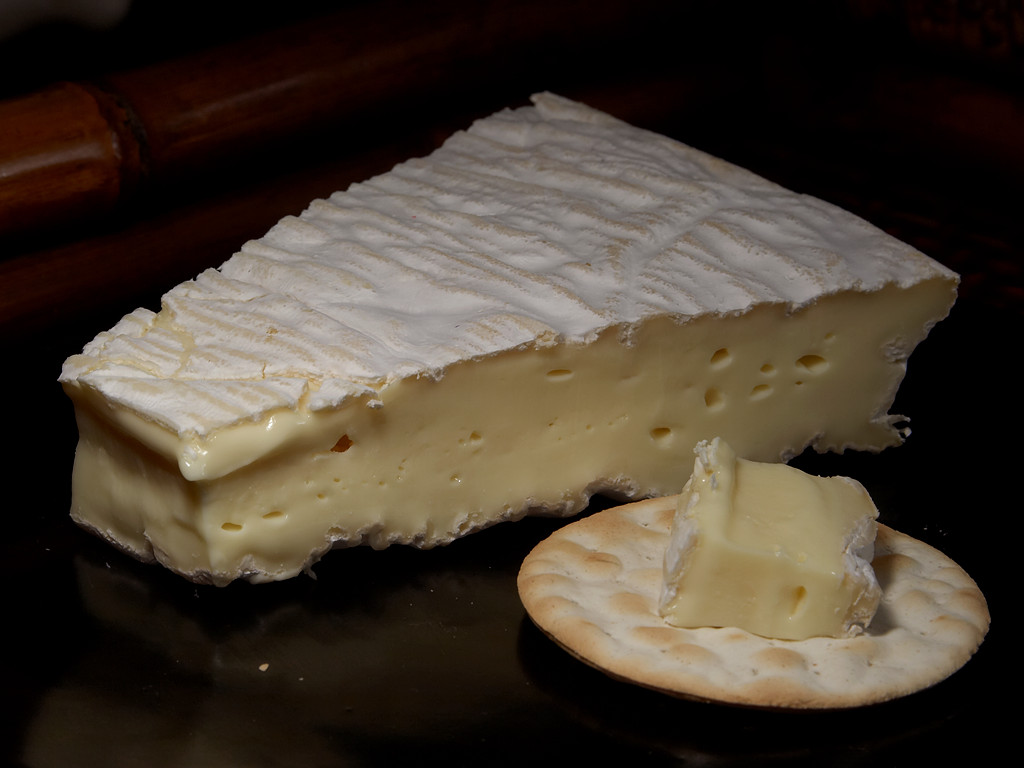
Брі де Мо
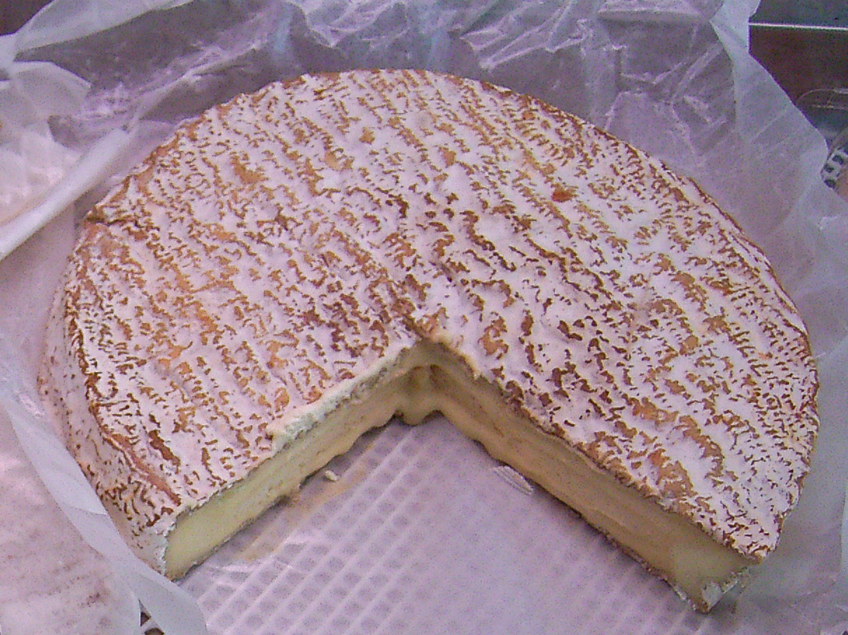
Брі де Мелен
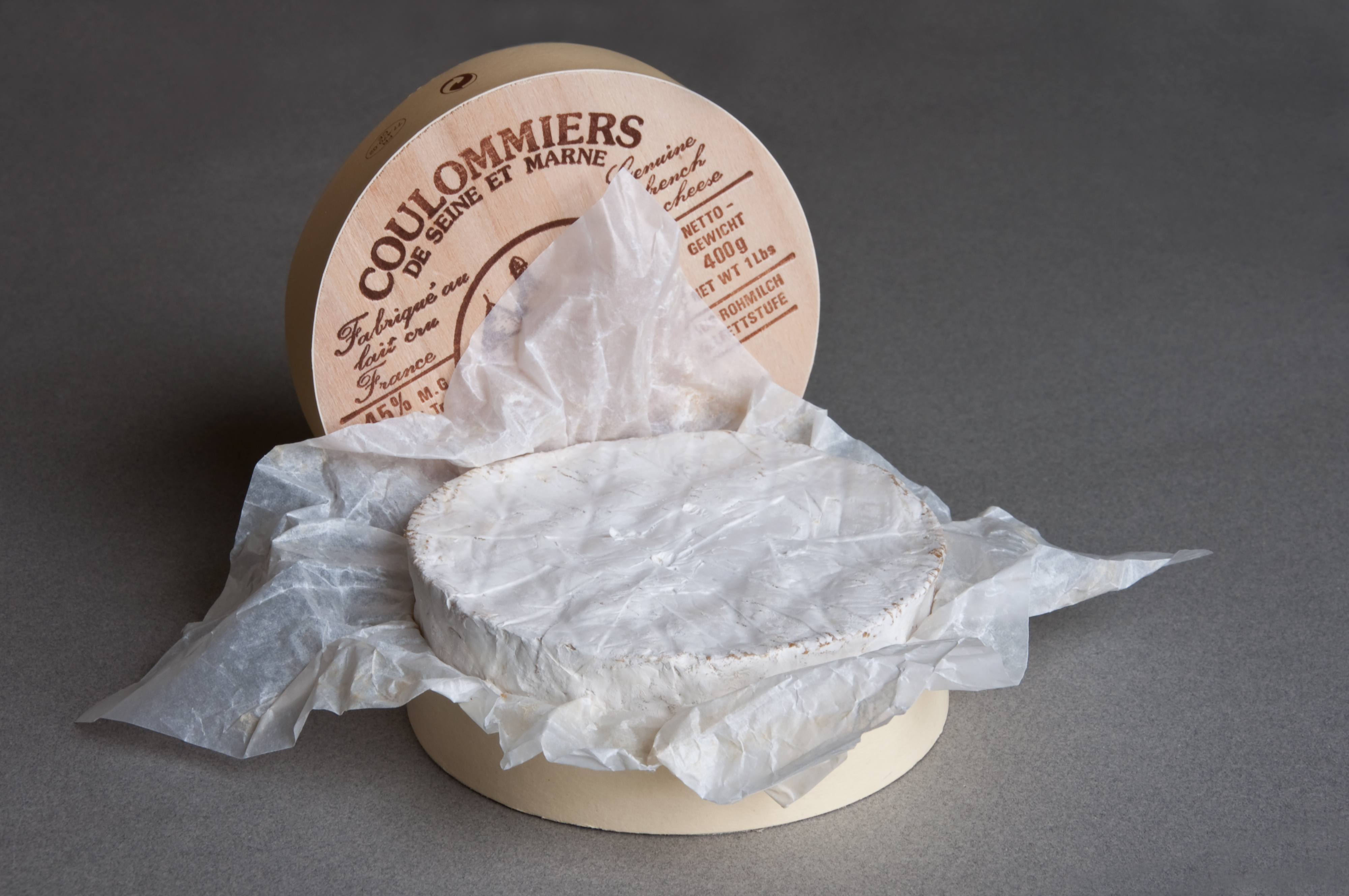
Кулом'є

## Виготовлення
Виготовляється з коров'ячого молока. Має легкий запах плісняви, печериць та диму, білу оксамитову шкірку та жовтувату середину з характерним вершковим смаком. Жирність — 60 %. Період дозрівання — від 8 до 10 тижнів. Після першого тижня додається грибок Penicillium candidum (рідше Penicillium camembert).
Також є копчені варіанти сиру.
Для брі характерний блідий колір із сіруватим відтінком під благородною білою цвіллю (Penicillium camemberti або Penicillium candidum). За формою має вигляд «млинця» діаметром 30—60 см і завтовшки 3–5 см. Сир м'який і приємний на смак з легким запахом нашатиря. Пліснява скоринка має виражений аміачний аромат, але їстівна.
Молодий брі має м'який і ніжний смак. Під час дозрівання м'якуш набуває гостроти. Чим тонший млинець брі — тим сильніший сир. Брі виробляється в будь-яку пору року, і він є одним з найбільш «універсальних» французьких сирів, оскільки добре підходить і до святкового столу, і до звичайного обіду. Брі кращий, коли він має кімнатну температуру, тому виймайте з холодильника (або погребу) його наперед. Зберігати сир брі краще при температурі –4–2 °С.
Брі має смак подібний на камамбер, але його жирність трохи нижча — 25 %.

## Історія
Один з найдавніших французьких сирів. Початки виробництва брі сягають, можливо, VIII століття (Brie de Meaux), він був відомий уже в часи Карла Великого. Нові згадки про брі знаходимо в XI столітті.
Бланш Наварська, графиня Шампанська, мала звичай посилати брі як дар королю Філіпу Августу, який захоплювався ним. З настанням Різдва придворні дами завжди з нетерпінням чекали подарунків від Шарля Орлеанського, і подарунком цим був свіжий брі. Великими поціновувачами брі славилися королева Марго і Генріх IV. Навіть ненажера Гаргантюа, герой знаменитого роману Франсуа Рабле, дарував брі своїм батькам.

Після Великої французької революції брі був проголошений народним сиром. Один революціонер писав: 
|  | Сир брі, настільки улюблений багатіями, тепер люблять і бідняки. Він став символом рівності між багатими та бідними. |

 Брі належить до найвідоміших французьких сирів, нерозривно пов'язаних з історією країни. Одна з легенд розповідає, що пристрасть до сиру короля Людовіка XVI, великого гурмана, зіграла в його долі фатальну роль. Рятуючись втечею від революційного натовпу в 1789 році, Людовик не встояв перед спокусою заглянути на ферму в містечку Варен, зовсім поруч з містечком Мо, де робили найкращий брі. Під час дегустації сиру Людовик був упізнаний, схоплений і пізніше перепроваджений на гільйотину.
Брі називають «сиром королів». Цей титул він здобув у 1815 році на Віденському конгресі. Під час переговорів про майбутній політичний устрій Європи тогочасний міністр закордонних справ Франції Талейран запропонував для відпочинку провести «сирний конкурс», під час якого всі 30 делегатів презентували сири своїх регіонів. Brie de Meaux було визнано «королем усіх сирів та першокласним десертом».